# Micropterigoidea
Micropterigoidea zijn een superfamilie van vlinders (Lepidoptera). De wetenschappelijke naam van deze superfamilie is voor het eerst voorgesteld door Herrich-Schäffer in een publicatie uit 1855.
Deze superfamilie bestaat uit één familie namelijk de Micropterigidae, de oermotten.